# Niels Krause-Kjær
Niels Krause-Kjær (født 23. marts 1963) er en dansk journalist, forfatter og politisk kommentator.

## Baggrund og tidlig karriere
Krause-Kjær er født i Skanderborg, opvokset ved Hovedgård.
Han er gift med forfatter og dokumentarist Mette Korsgaard.
De mødte hinanden på Jyllands-Posten, hvor hun arbejdede fra 1992-96. Parret har to børn, Peter og Marie.[kilde mangler]

## Professionelt virke
Krause-Kjær er uddannet som journalist på Danmarks Journalisthøjskole 1986-1990 og var i praktik på Morgenavisen Jyllandsposten. 
På Jyllandsposten var han også senere redaktionssekretær på erhvervs- og udlandsredaktionen 1990-1991 og journalist for søndagsredaktionen 1991-1997.
I 1997-98 var Krause-Kjær pressechef hos den konservative folketingsgruppe under henholdsvis Per Stig Møller og Pia Christmas-Møller, de daværende ledere af partiet. I 1998 blev han lektor på Danmarks Journalisthøjskole, hvilket fortsatte til 2004.[kilde mangler] Han var der lektor i politisk journalistik og leder af uddannelsens 2. del 2001-2004.[kilde mangler]
I 2004 skiftede han til Syddansk Universitet i Odense hvor han blev leder af journalistuddannelsen på Center for Journalistik, men stoppede i 2005.
Siden 2006 har han været selvstændig journalist og forfatter.
Han fungerer desuden som censor på Danmarks Journalisthøjskole og Syddansk Universitet.
Siden 2004 har Krause-Kjær været kommentator på Berlingske Tidende og siden september 2007 skrevet blogindlæg på Berlingske Tidendes hjemmeside.
Han var vært på eget talkshow på DR's P1, "Krause på tværs", 2006-2013, hvorefter han blev vært på DR2's morgenprogram. I TV er han er ofte brugt som kommentator; således i DR2-programmet Jersild & Spin 2007-2008.
Flere gange i 2010 angreb Krause-Kjær den konservative formand Lene Espersen. Først i marts 2010, hvor han kommenterede Lene Espersens afbud til et møde om Arktis. I juli 2010 kaldte han Espersen for "Madame 7 percent" og skrev at hun fremstod "under alle omstændigheder som en politisk dværg" (på baggrund af en sammenligning med tidligere udenrigsministre). Endelig i oktober 2010 brugte Krause-Kjær ord som "simply the worst" og "doven og uduelig" om hende.
Niels Krause-Kjær har siden august 2014 været vært på Deadline på DR2.